# ولاية فالكون
ولاية فالكون هي ولاية في فنزويلا، بلغ عدد سكانها 902٬847  نسمة، في 2011، عاصمتها سانتا آنا دي كورو، تبلغ مساحتها 24٬800 كيلومتر مربع.

## الموقع
تشترك في الحدود مع:
- زوليا
- لارا
- ياراكوي.